# Işık Üniversitesi
Die Işık-Universität ist eine private Universität in Şile, Provinz Istanbul.

## Geschichte
Die „Feyziye Mektepleri“-Stiftung gründete am 14. Dezember 1885 eine Schule mit dem Namen „Feyz-i Sıbyan Mektebi“ in Thessaloniki. Der türkische Staatsgründer Mustafa Kemal Atatürk besuchte diese Schule. Nachdem Thessaloniki griechisch geworden war, zog die Schule nach İstanbul. Im Jahre 1935, zu ihrem 50-jährigen Jubiläum, wurde der Name mit Zustimmung Atatürks in „Işık Lisesi“ (was auf Türkisch „Licht Gymnasium“ bedeutet) geändert.
1996 nahm die Universität dieser Stiftung den Lehrbetrieb auf. Im September 2007 kamen erstmals ausländische Studierende im Rahmen des europäischen ERASMUS-Programmes an die Işık-Universität.

## Campus
Der Campus der Işık-Universität befindet sich seit 2003 in Şile, etwa 50 Kilometer nordöstlich von İstanbul, direkt am Schwarzen Meer. Auf diesem Campus befinden sich 3 Fakultäten, 2 Institute, Forschungszentren 176 Fakultätsangehörige und rund 1800 Studenten, wovon ca. 330 Stipendiaten sind (Zahlen von 2007).

## Gebühren
Die Studiengebühren an der Işık-Universität belaufen sich auf ca. 9000 US-Dollar pro Jahr. Für Stipendiaten beträgt die Gebühr nur die Hälfte.
Koordinaten: 41° 10′ 8″ N, 29° 33′ 49″ O